# David Burghley
David George Brownlow Cecil, 6e Markies van Exeter, of korter David Burghley (Stamford, 9 februari 1905 – aldaar, 22 oktober 1981) was een Engels politicus en atleet, die gespecialiseerd was in het hordelopen. Hij werd olympisch kampioen in deze discipline en nam in totaal driemaal deel aan de Olympische Spelen.

## Loopbaan
Burghley debuteerde in 1924 op negentienjarige leeftijd op de Olympische Spelen van Parijs, maar werd in de eerste ronde van de 110 m horden uitgeschakeld. Vier jaar later won hij echter op de Olympische Spelen van 1928 in Amsterdam een gouden medaille op de 400 m horden. Met een tijd van 53,4 s, een verbetering van het olympische record, versloeg hij de Amerikanen Frank Cuhel (zilver; 53,6) en Morgan Taylor (brons; 53,6). In 1930 won hij op de British Empire Games drie gouden medailles: op de 120 en 440 yd horden en de 4 x 440 yd estafette.
In 1932 moest David Burghley bij de Olympische Spelen van Los Angeles, ondanks een snellere tijd van 52,2, op de 400 m horden genoegen nemen met een vierde plaats. Op de 110 m horden werd hij vijfde en op de 4 x 400 m estafette won hij samen met Crew Stoneley, Tommy Hampson en Godfrey Rampling een zilveren medaille in 3.11,2, precies drie seconden achter het Amerikaanse team, dat in 3.08,2 een wereldrecord vestigde.
Na zijn sportcarrière bleef Burghley altijd betrokken bij de sport. Zo was hij president van de Amateur Athletic Association (AAA) (40 jaar), president van de IAAF (30 jaar) en lid van het IOC (48 jaar). Ook was hij voorzitter van het organiserende comité voor de Olympische Spelen van 1948. Burghley was tweemaal getrouwd. Eerst met Lady Mary Montagu-Douglas-Scott, een dochter van John Montagu-Douglas-Scott, 7. Hertog van Buccleuch. Na zijn scheiding trouwde hij Diana Henderson, een kleindochter van Alexander Henderson, 1. Baron Faringdon.

## Titels
- Olympisch kampioen 400 m horden - 1928
- Brits kampioen 120 yd horden - 1929, 1930, 1931
- Brits kampioen 440 yd horden - 1926, 1927, 1928, 1930, 1932

## Persoonlijke records
| Afstand       | Tijd               | Jaar |
| ------------- | ------------------ | ---- |
| 400 m         | 49,7 s (schatting) | 1929 |
| 880 yd        | 1.57,8             | 1927 |
| 120 yd horden | 14,5 s             | 1930 |
| 220 yd horden | 24,3 s (schatting) | 1930 |
| 400 m horden  | 52,01 s            | 1932 |

## Palmares

### 110 m horden
- 1924: 3e in serie OS
- 1932: 5e OS - 14,8 s

### 120 yd horden
- 1929:  Britse (AAA-)kamp. - 15,4 s
- 1930:  Britse (AAA-)kamp. - 15,2 s
- 1931:  Britse (AAA-)kamp. - 14,8 s

### 400 m horden
- 1928:  OS - 53,4 s (OR)
- 1932: 4e OS - 52,2 s

### 440 yd horden
- 1926:  Britse (AAA-)kamp. - 55,0 s
- 1927:  Britse (AAA-)kamp. - 54,2 s
- 1928:  Britse (AAA-)kamp. - 54,0 s
- 1930:  Britse (AAA-)kamp. - 53,8 s
- 1932:  Britse (AAA-)kamp. - 54,4 s

### 4 x 400 m
- 1932:  OS - 3.11,2

1900: John Tewksbury ·
1904: Harry Hillman ·
1908: Charles Bacon ·
1920: Frank Loomis ·
1924: Morgan Taylor ·
1928: David Burghley ·
1932: Bob Tisdall ·
1936: Glenn Hardin ·
1948: Roy Cochran ·
1952: Charles Moore ·
1956: Glenn Davis ·
1960: Glenn Davis ·
1964: Rex Cawley ·
1968: David Hemery ·
1972: John Akii-Bua ·
1976: Edwin Moses ·
1980: Volker Beck ·
1984: Edwin Moses ·
1988: André Phillips ·
1992: Kevin Young ·
1996: Derrick Adkins ·
2000: Angelo Taylor ·
2004: Félix Sánchez ·
2008: Angelo Taylor ·
2012: Félix Sánchez ·
2016: Kerron Clement ·
2020: Karsten Warholm ·
2024: Rai Benjamin
- Bibliothèque nationale de France: cb17091389n (data)
- Gemeinsame Normdatei: 1024441555
- World Athletics: 14558694
- International Standard Name Identifier: 0000 0000 5015 0606
- Library of Congress Control Number: nr96023265
- Système universitaire de documentation: 164382518
- Virtual International Authority File: 76214818
- WorldCat: E39PBJvH7XtQFBkDHky73pxhpP